# توبیا بوکی
توبیا بوکی (ایتالیایی: Tobia Bocchi؛ زادهٔ ۷ آوریل ۱۹۹۷) ورزشکار پرش سه‌گام اهل ایتالیا است.